# اختلال جسمانی‌سازی
اختلال جسمانی‌سازی (به انگلیسی: Somatization disorder) یک اختلال روانی و رفتاری با مشخصه ابراز ناراحتی قابل توجه از علائم مکرر، متعدد و معمول جسمانی بود. این اختلال در سیستم طبقه‌بندی راهنمای تشخیصی و آماری اختلال‌های روانی شناخته شده بود اما در آخرین نسخه دی‌اس‌ام-۵ با اختلال بدون تفکیک جسمانی‌شکل (به انگلیسی: Somatoform disorder) ترکیب شد تا تبدیل به اختلال علائم جسمانی شود؛ تشخیصی که دیگر به تعداد خاصی از علائم جسمی احتیاج ندارد. آی‌سی‌دی-۱۰، آخرین نسخه طبقه‌بندی بین‌المللی آماری بیماری‌ها، هنوز شامل سندرم جسمانی‌سازی است.